# Аскеров, Али Рагим оглы
Аскеров Али Рагим оглы (25 ноября 1961, Баку — 23 февраля 2023) — народный артист Азербайджана (2012), лауреат премии Президента (2014—2022), солист Азербайджанского Государственного академического театра оперы и балета (1990—2023).

## Жизнь
Али Рагим оглы Аскеров родился 25 ноября 1961 года в городе Баку. Окончил вокальный факультет и аспирантуру Азербайджанской государственной консерватории (ныне Бакинская музыкальная академия). С 1990 по 2023 годы работал солистом в Азербайджанском Государственном академическом театре оперы и балета.
Али Рагим оглы Аскеров скончался 23 февраля 2023 года в городе Баку.

## Образы созданные в театре
в опере «Кармен» Жоржа Бизе в роли капитана Цуниго
в опере «Трубадур» Джузеппе Верди в роли кардинала Феррандо;
в опере «Риголетто» в роли Спарафучиле;
в опере «Травиата» в роли Маркиза Д'Обеньон;
в опере «Дон Карлос» в роли Филиппа II;
в опере «Волшебная флейта» Вольфганга Амадея Моцарта в роли Зарастро;
в опере «Свадьба Фигаро» Комедий Джоакино Россини в роли Дон Базилио;
в опере «Тоска» Джакомо Пуччини в роли Старшины тюрьмы;
в опере «Джанни Скикки» в роли Нотариуса.
Аскеров также активно выступал на концертных площадках, исполняя произведения как классических, так и современных азербайджанских и мировых композиторов с различными симфоническими и камерными оркестрами. Его репертуар включал оперу и камерную музыку, начиная с эпохи барокко.
В 2001 году был участником и послом мира на церемонии приуроченой к приезду Римского Папы Иоанна Павла II в Баку.

## Награды
За заслуги в развитии азербайджанской культуры награжден постановлением Президента Азербайджанской Республики от 14 сентября 1998 года званием Заслуженного артиста Азербайджана, а также постановлением от 14 сентября 2012 года присвоено звание Народного артиста Азербайджана.
Получил Премию Президента в 2014, 2015, 2016, 2017, 2018, 2019, 2020, 2021 и 2022 годах.